# Pachypappa pseudobyrsa
Pachypappa pseudobyrsa är en insektsart som först beskrevs av Walsh 1863.  Pachypappa pseudobyrsa ingår i släktet Pachypappa och familjen långrörsbladlöss. Inga underarter finns listade i Catalogue of Life.